# Richard J. Daley Center
Il Richard J. Daley Center è un grattacielo di Chicago. Conosciuto anche per il cortile Daley Plaza, fu intitolato al sindaco Richard J. Daley il 27 dicembre 1976, mentre prima era conosciuto come Chicago Civic Center, ed è il centro civico della città di Chicago.
Situato tra Dearborn e Clark Street, il Richard J. Daley Center è considerato uno dei simboli architettonici di Chicago. L'edificio è stato progettato in stile architettonico internazionale da Jacques Brownson  della ditta CF Murphy Associatese e completato nel 1965.
Al momento dell'inaugurazione l'edificio era il più alto di Chicago, ma detenne il record per soli 4 anni, fino al completamento del John Hancock Center.
Al suo interno è situata una libreria e numerose sale sotto il controllo del dipartimento dello sceriffo.
Il suo nome deriva dal sindaco Daley, di cui prese il nome il 27 dicembre 1976, sette giorni dopo la scomparsa di Daley, inizialmente si chiamava infatti Chicago Civic Center.

## La piazza Daley
Questa piazza si trova vicino al palazzo e vi si trovano vari elementi di interesse civico: una scultura di Pablo Picasso, scultura nota anche con il nome di Chicago Picasso, completata nel 1967 questa scultura fu un dono da parte dell'artista alla città, oltre che una fiamma eterna a ricordo dei caduti delle due guerre mondiali e delle successive guerre di Corea e Vietnam.
Questa piazza e il palazzo stesso sono stati utilizzati durante le riprese di numerosi film, tra i quali bisogna ricordare: The Blues Brothers, Il fuggitivo, La casa sul lago del tempo e Il cavaliere oscuro.